# 嵐の明日
「嵐の明日」（あらしのあした）は、1993年にリリースされた、甲斐よしひろ and KAI FIVEの4枚目のシングル。
表題曲はアルバムに3週間先行して発売された。また、シングルのクレジットは「甲斐よしひろ and KAI FIVE」となっている。

## 収録曲
- 全作詞・作曲：甲斐よしひろ

1. 嵐の明日
編曲：国吉良一
2. 畔
編曲：KAI FIVE
3. 嵐の明日（オリジナル・カラオケ）